# ワカナイ
ワカナイ (Wakanai)、又はワクナイ (Wakunai)は、パプアニューギニアブーゲンビル自治州中央ブーゲンビル県ワカナイ郡(Wakanai Rural)にある村である。

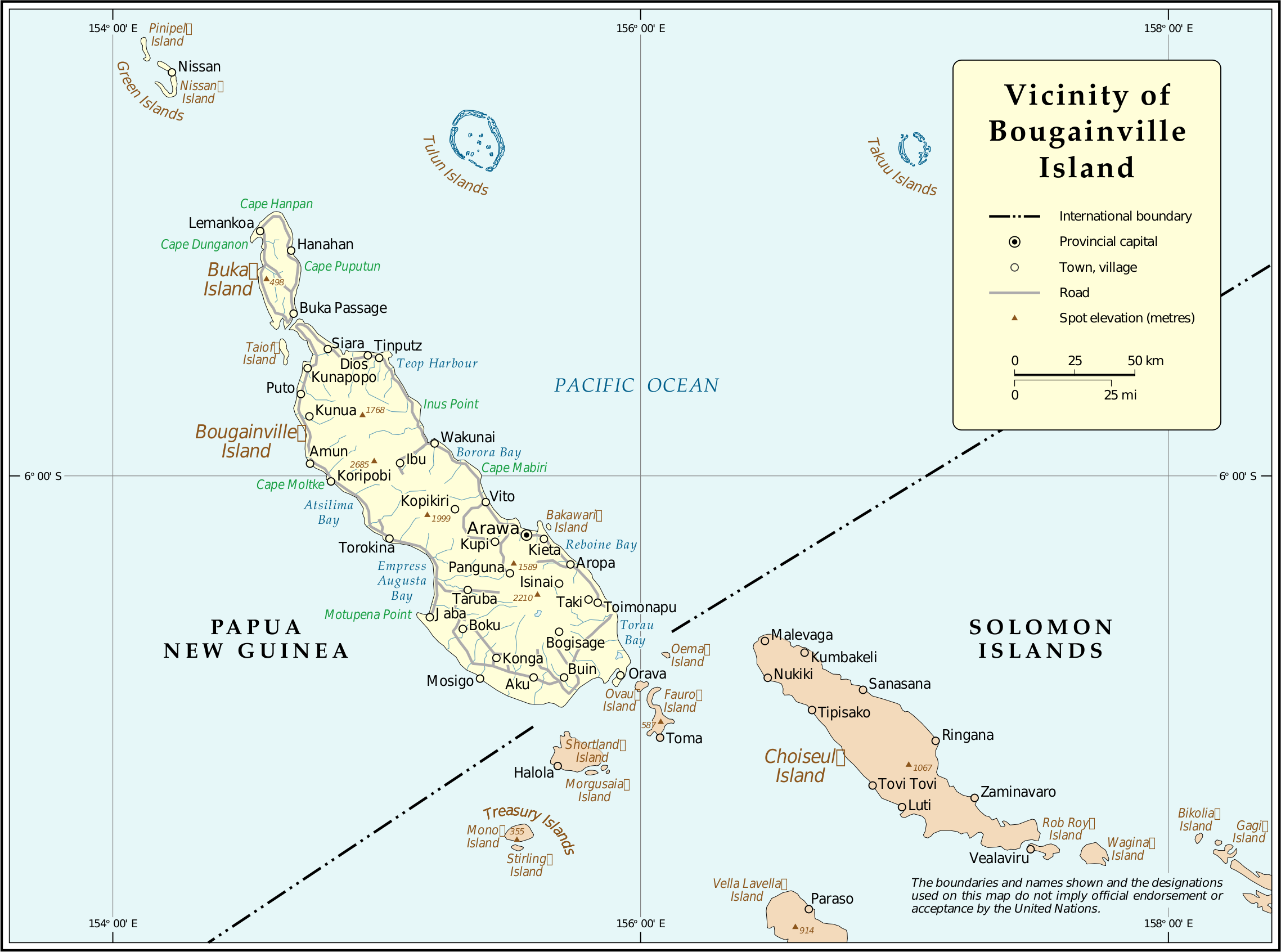
ブーゲンビル自治州の地図、ワカナイは島中央部のアラワの北西にある。

## 周辺
ワカナイにはワカナイ空港 (IATA: WKN)がある。